# エストレーラ山脈
エストレーラ山脈（ポルトガル語: Serra da Estrela）は、イベリア半島のセントラル山系を構成する山脈。名称の「エストレーラ」は「星」をあらわすので、日本語では「星の山脈」といった意味となる。

## 地理
ポルトガルで最も標高の高い山脈であり、セントラル山系でも最も標高が高いもののひとつである。ポルトガル本土の最高地点（1993m）を含んでいる。この地点は明確な山頂ではないが、高原全体では最高地点であり、トーレ（「塔」の意）として知られている。トーレは山頂にしては通常にはない特徴を持っており、舗装された道路でアクセスできる。地勢上の最高地点は1204mであり、元の頂はスペインのアルマンソール峰である。
頂上にはスキー場があり、ヴォダフォネ・スキー場と名付けられている。
山脈はセイア、マンテイガシュ、ゴーヴェイア、グアルダ、クヴィリャンのムニシピオの間に存在し、およそ100kmの長さと最大で30kmの幅である。巨大な花崗岩の尾根で形成されており、かつては国土の南部辺境を形成していた。奇妙なことから絶壁と山峡が、山の小川と湖が、美しい森と壮観な眺望が形成されており、この地域はポルトガルの顕著な景勝の魅力を占めている。

### 河川
エストレーラ山脈からは三つの河川が流れる。ポルトガル領域内で最大の河川であるモンデゴ川、テージョ川の支流のゼゼレ川、モンデゴ川の支流であるアルヴァ川もまたこの山脈に源流がある。標高は1,691mである。

### 自然公園
現在山脈はエストレーラ山脈自然公園の一部であり、セイア・ムニシピオのロリガのスキー場で多くのスキーの機会を提供している。
軟水が豊富な山頂の高原およびゼゼレ川上流部の渓谷はスイセンのNarcissus asturiensisやヒカゲノカズラなどの群生地で、2005年にラムサール条約登録地となった。また、2020年にユネスコ世界ジオパークにも指定される。

## 文化

### セーラ・ダ・エストレーラ犬
エストレラ・マウンテン・ドッグは家畜防衛犬としてブリードされ、この地域の名前に由来している。

### エストレーラ山脈チーズ
ケイジョ・セラ・ダ・エストレーラ（エストレーラ山脈チーズ ）はエストレーラ山脈で生産されるソフトチーズである。レシピは2000年以上続いている。カードンアザミと生の羊乳、塩から作られる。

### 伝説と神話の歴史

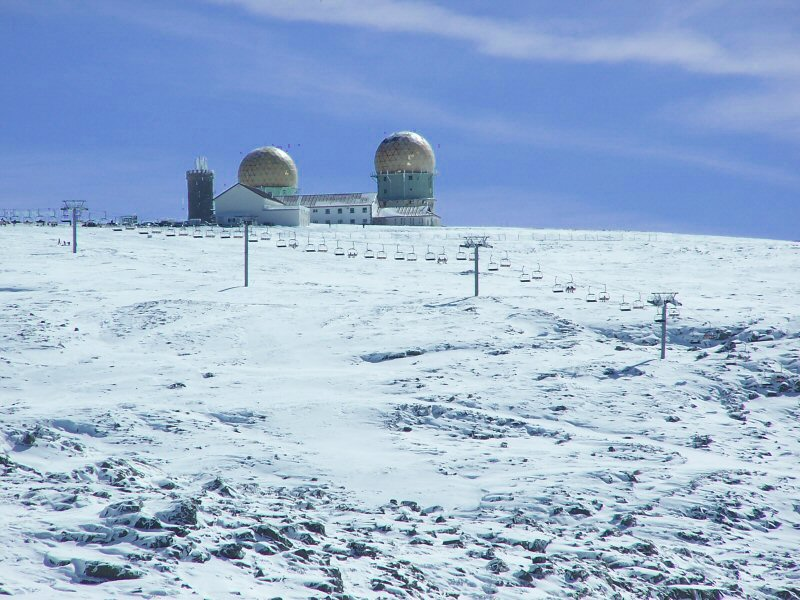
エストレーラ・スキー場が位置する、エストレーラ山脈最高地点（トーレ）の雪。

アメリカ文学の古典、『白鯨』の41章でこの山脈に関わる伝説が言及されている。
"... the prodigies related in old times of the inland Strello mountain in Portugal (near whose top there was said to be a lake in which the wrecks of ships floated up to the surface)..."

エストレーラ山脈の画像
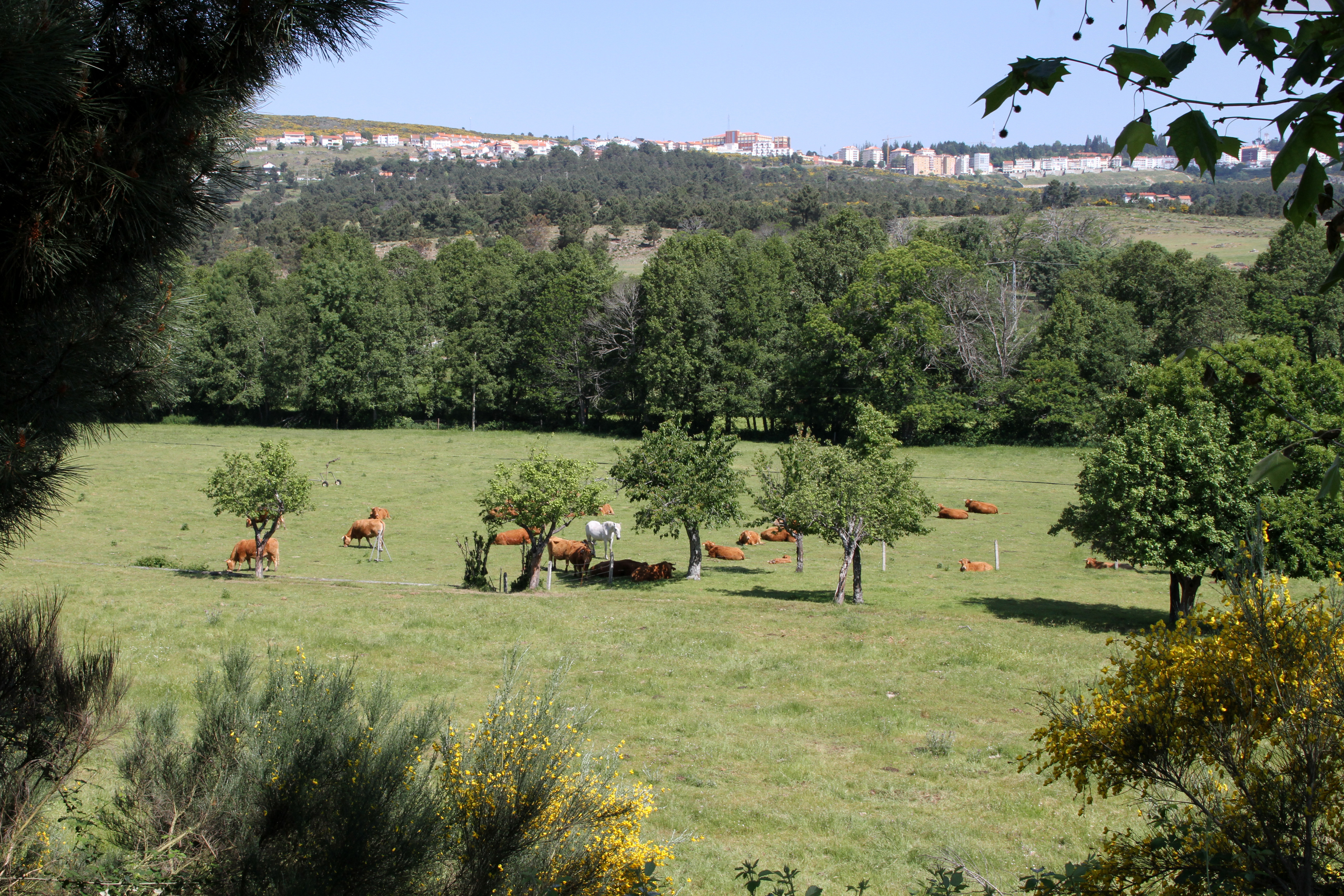
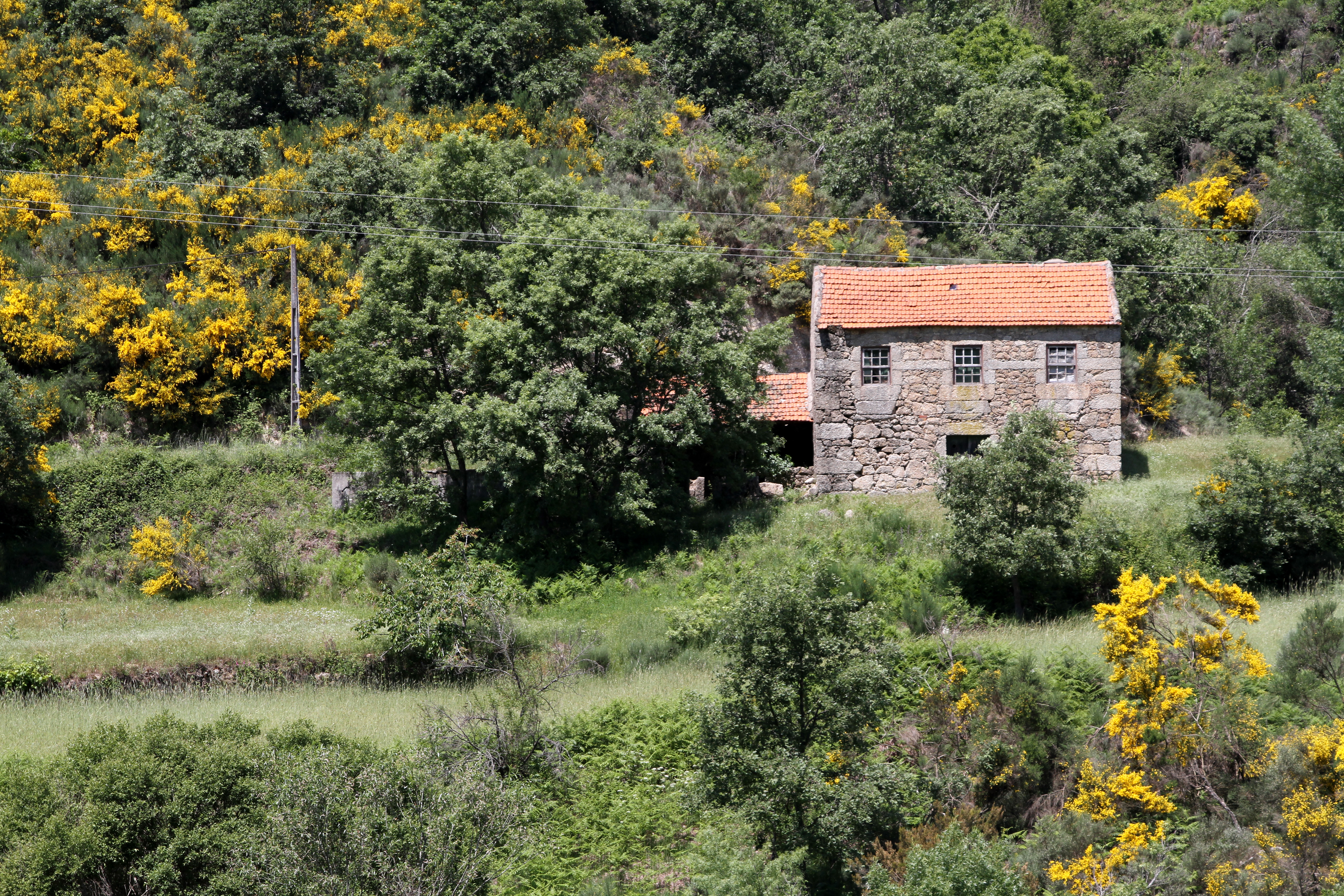
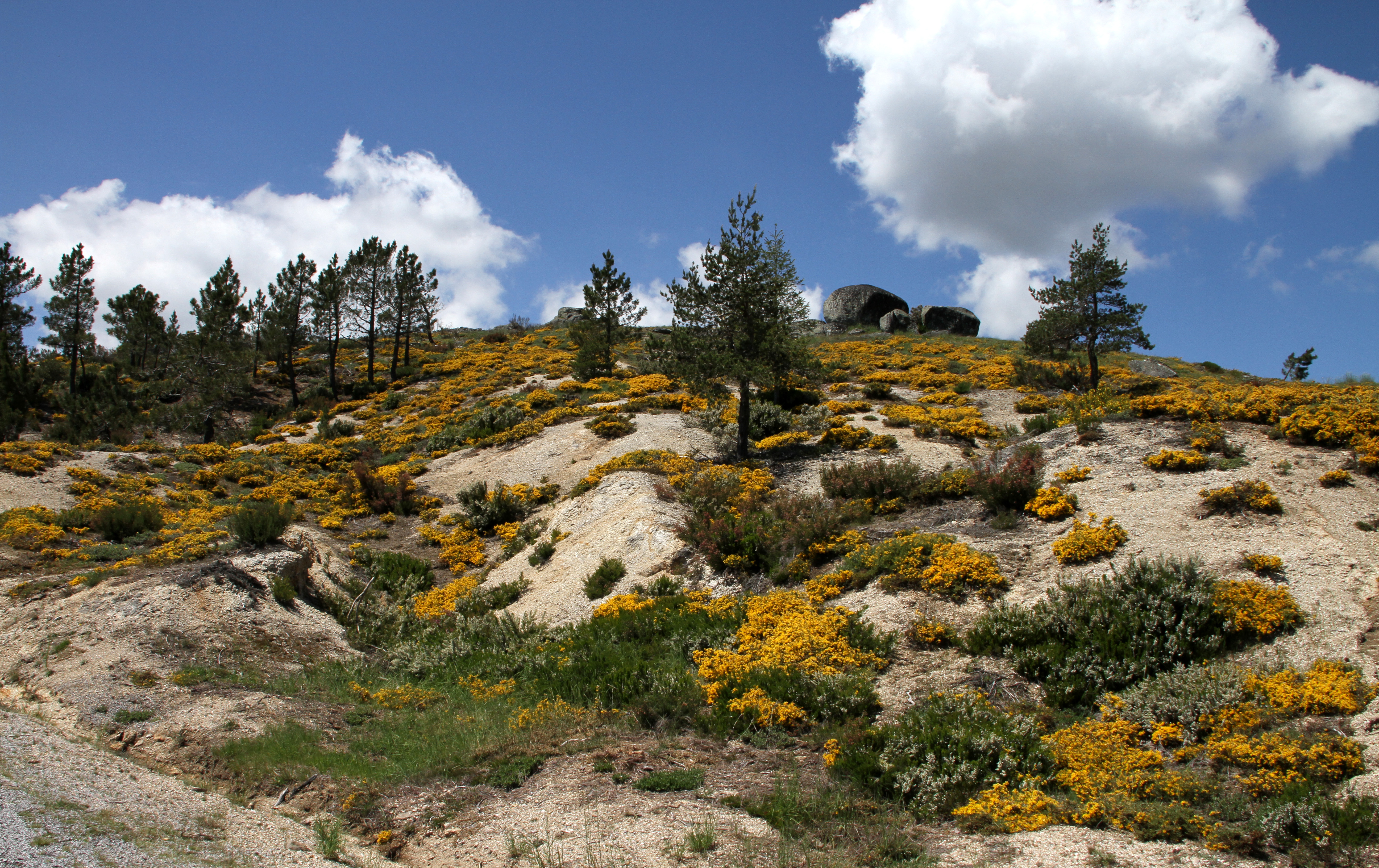
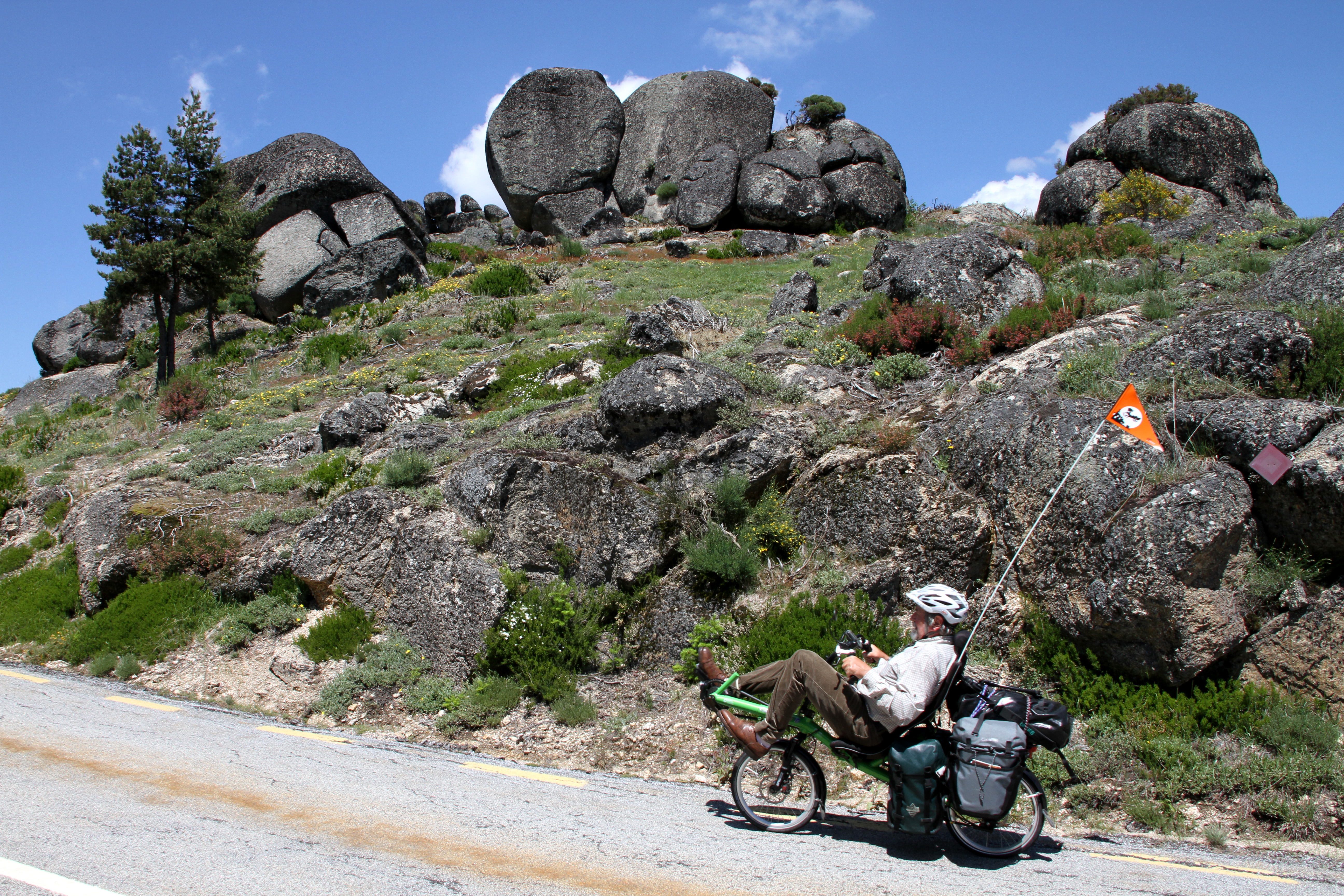
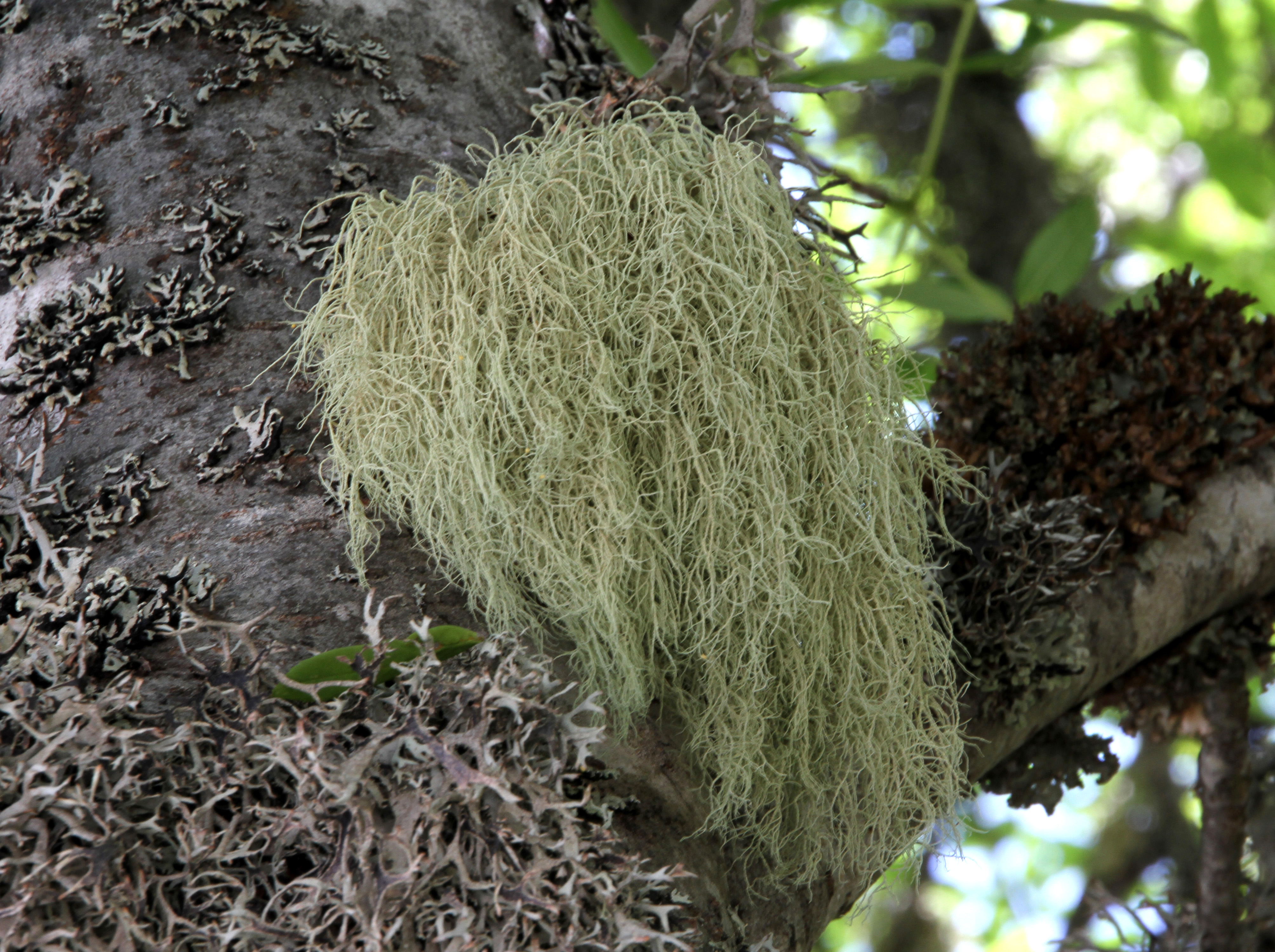
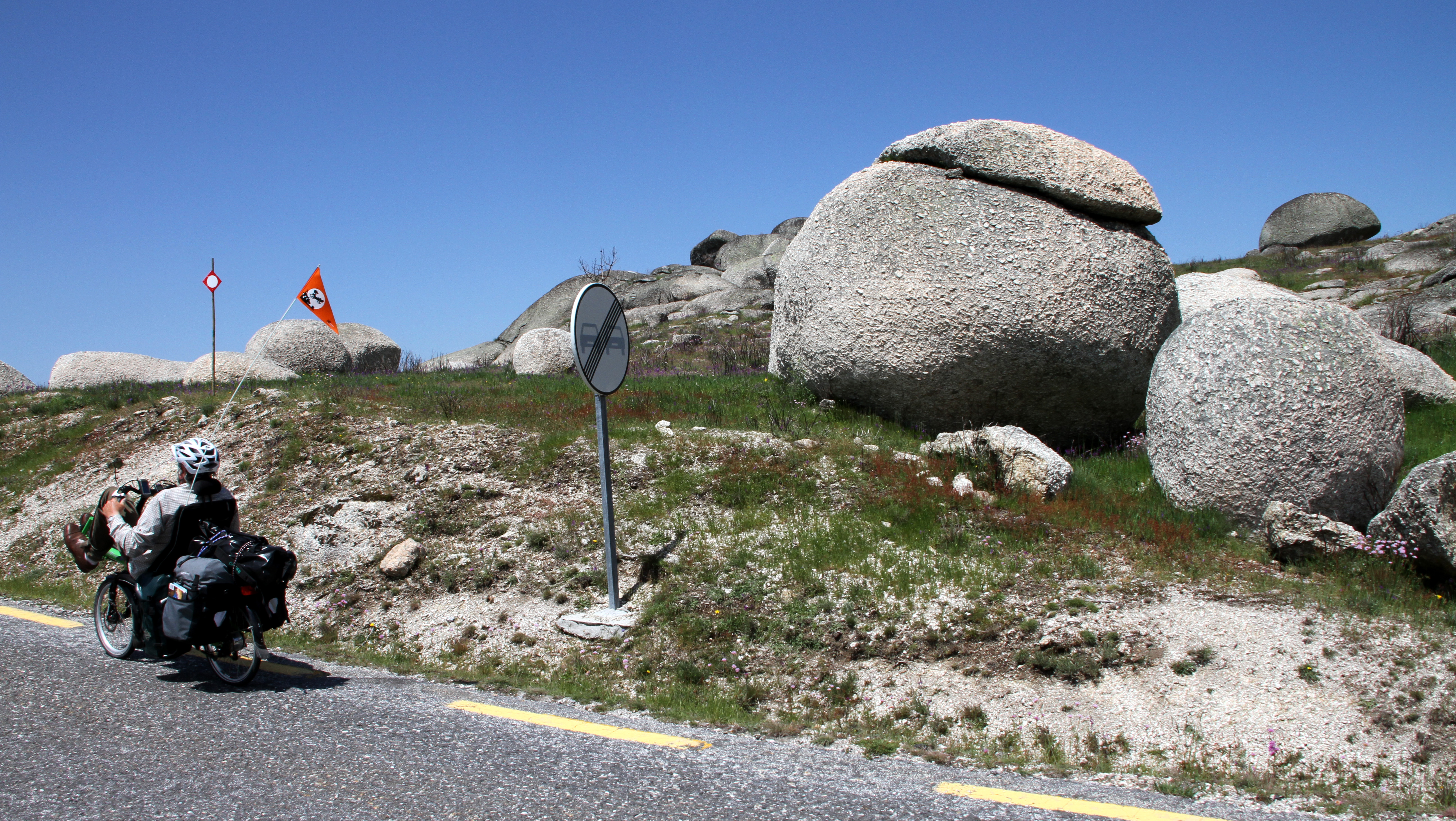
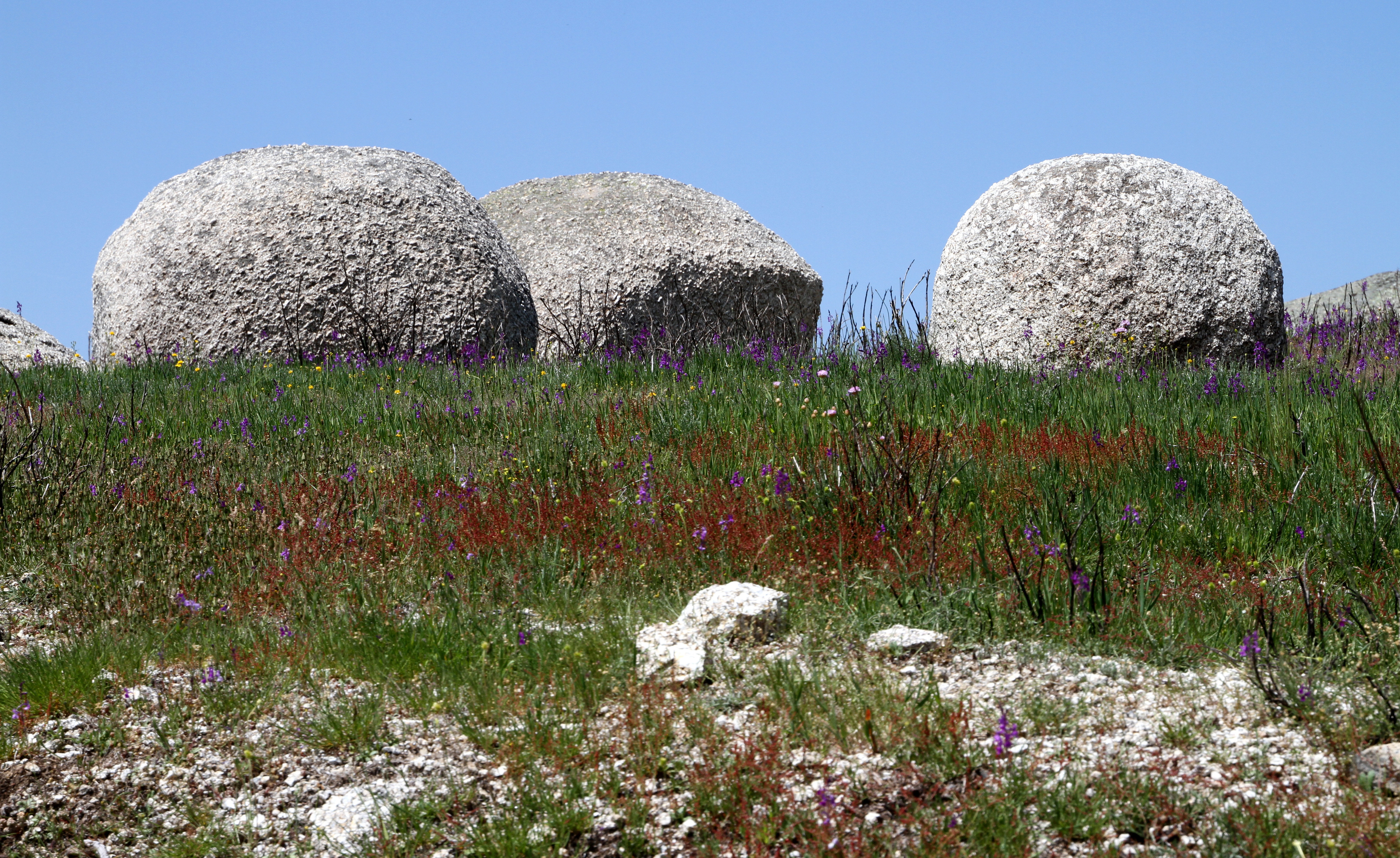
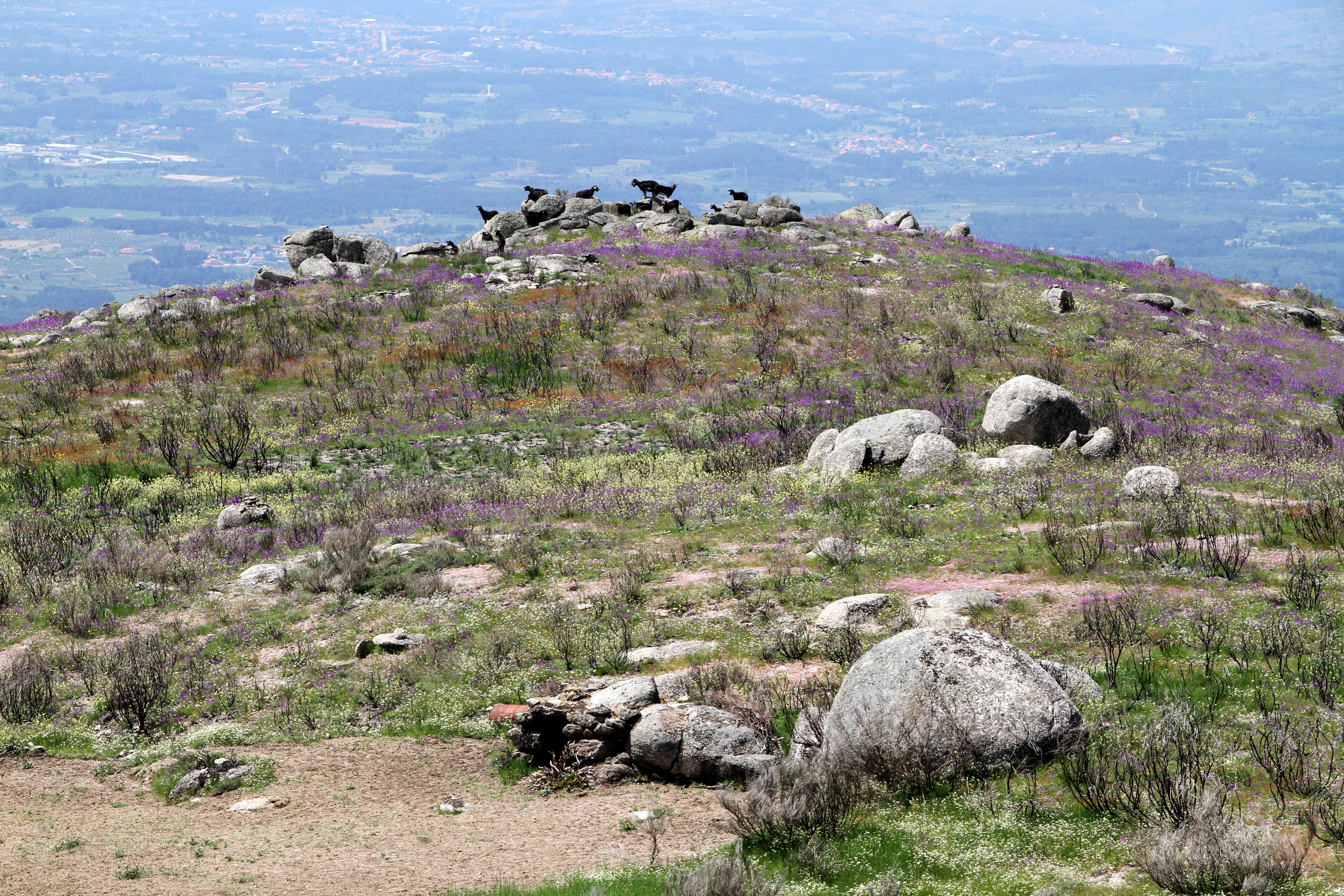